# Општина Хан Пијесак
Општина Хан Пијесак је општина у источном дијелу Републике Српске, БиХ. Сједиште општине се налази у насељеном мјесту Хан Пијесак. Према подацима Агенције за статистику Босне и Херцеговине на попису становништва 2013. године, у општини је пописано 3.530 лица.

## Географија
Општина Хан Пијесак се граничи са општинама Милићи, Рогатица, Соколац, Олово и Власеница. Општина заузима површину од око 336 km².

## Насељена мјеста
Подручје општине Хан Пијесак чине насељена мјеста:
Бабине Горње, Берковина, Брложник, Гођење, Жеравице*, Јапага, Јеловци, Краљево Поље, Крам, Криваче, Кусаче, Караула*, Мало Поље, Мркаљи, Невачка, Нерићи, Пјеновац, Плане, Поджепље (Поџепље), Подкозловача, Равањско, Речица*, Ријеке, Рубинићи*, Стоборани, Џимрије и Хан Пијесак.
(На списку Владе Републике Српске се налазе и насељена мјеста: Жеравице, Речица и Рубинићи)

## Становништво
|             | 2013.          | 1991.           | 1981.           | 1971.           | 1961.           |
| Укупно      | 3 530 (100,0%) | 6 348 (100,0%)  | 6 879 (100,0%)  | 7 804 (100,0%)  | 7 637 (100,0%)  |
| Срби        | 3 068 (86,91%) | 3 674 (57,88%)  | 3 927 (57,09%)  | 4 790 (61,38%)  | 4 863 (63,68%)  |
| Бошњаци     | 431 (12,21%)   | 2 543 (40,06%)1 | 2 666 (38,76%)1 | 2 921 (37,43%)1 | 2 141 (28,03%)1 |
| Остали      | 9 (0,255%)     | 56 (0,882%)     | 17 (0,247%)     | 8 (0,103%)      | 11 (0,144%)     |
| Хрвати      | 7 (0,198%)     | 7 (0,110%)      | 9 (0,131%)      | 16 (0,205%)     | 49 (0,642%)     |
| Муслимани   | 6 (0,170%)     | –               | –               | –               | –               |
| Неизјашњени | 3 (0,085%)     | –               | –               | –               | –               |
| Југословени | 2 (0,057%)     | 68 (1,071%)     | 222 (3,227%)    | 7 (0,090%)      | 517 (6,770%)    |
| Црногорци   | 1 (0,028%)     | –               | 24 (0,349%)     | 28 (0,359%)     | 10 (0,131%)     |
| Словенци    | 1 (0,028%)     | –               | 1 (0,015%)      | 4 (0,051%)      | 10 (0,131%)     |
| Роми        | 1 (0,028%)     | –               | –               | –               | –               |
| Босанци     | 1 (0,028%)     | –               | –               | –               | –               |
| Албанци     | –              | –               | 9 (0,131%)      | 19 (0,243%)     | 25 (0,327%)     |
| Македонци   | –              | –               | 3 (0,044%)      | 8 (0,103%)      | 9 (0,118%)      |
| Мађари      | –              | –               | 1 (0,015%)      | 3 (0,038%)      | 2 (0,026%)      |

1. 1 На пописима од 1971. до 1991. Бошњаци су пописивани углавном као Муслимани.

## Политичко уређење

### Општинска администрација
Начелник општине представља и заступа општину и врши извршну функцију у Хан Пијеску. Избор начелника се врши у складу са изборним Законом Републике Српске и изборним Законом БиХ. Општинску администрацију, поред начелника, чини и скупштина општине. Институционални центар општине Хан Пијесак је насеље Хан Пијесак, гдје су смјештени сви општински органи.
Начелник општине Хан Пијесак је Слободан Ђурић испред Српске демократске странке, који је на ту функцију ступио након локалних избора у Босни и Херцеговини 2020. године. Састав скупштине Општине Хан Пијесак је приказан у табели.

## Дан општине
Дан и крсна слава општине је Свети Пантелејмон који се прославља 9. августа.

## Историја

### Стари путеви
- Римски пут или „Бијела цеста“ (Via Allba или Via Solaris) је повезивао приморје и Сребреницу. На овом подручју ишао је преко Мачковца, Мркаља, Студене Горе, Кусача, Ријека, Поджепља и планине Батуре. Касније је служио као каравански пут и добро је очуван у Мачковцу, Студеној Гори, Поджепљу и Батури. Уз овај пут су до 1879. године постојали и миљокази које је те године покупила аустријска управа, па је један њихов дио остављен у Земаљском музеју Сарајево, а атрактивнији и очуванији примјерци су послани у Беч. Овај друм се и данас у народу зове римски пут.
- Римски пут који води преко Кнежине, Горњих Бабина, Пјеновца, Равањског, Подкозловаче, Игришта и Власенице у народу се такође назива римским путем. Мјестимично је очуван.
- Јеринина калдрма или стари каравански пут „Стара Калдрма“, води из Жљебова преко Крама, Хан Пијеска, Краљевог поља и Погледа за Власеницу. Пут је већим дијелом добро очуван па га становништво користи и данас.

### Средњи вијек
Подручје Хан Пијеска је у XIV и XV вијеку било везано за град Борач и његове господаре Павловиће, који су у XV вијеку држали у својој власти цио крај од изворишта Босне до ријеке Дрине. На подручју Хан Пијеска налази се тврђава Пошијак саграђена у XI или XII вијеку, сматра се да је изгубила функцију подом под Турке.

### Некрополе са стећцима
Од десетог до петнаестог вијека цијело ово подручје било је добро насељено, што показују бројне некрополе са стећцима у селима: Мачковац, Жеравице, Невачка, Хадровине, Рубинићи, Мрков (једна од бројнијих скупина), Ријеке (једна од бројнијих скупина), Брложник и Гођење, као и стара гробља у Поджепљу, Мркаљима, Невачким брдима и неким другим локалитетима. Сви стећци на општини Хан Пијесак су православне оријентације.

### Период турске владавине
Падом под Турке становништво је започело сеобе на југ у Херцеговину и Црну Гору, „Послије косовске битке и првих турских освајања у Босни, од 1415, такве су сеобе биле честе и у њима учествовала властела и маса народа". Док су један дио становништва Турци одвели на силу са собом. Проводећи административну подјелу области које су ушле у састав Босанског санџака, Турци су се стриктно придржавали затеченог стања и подјеле тих области између њих, односно босанског краља и осталих крупних босанских феудалаца. Тако је и подручје општине у Турским списима потпадало под „Нахија Павловића“ или „Земља Павловића“.
Романија и шире подручје су познати као колијевка хајдучије. О томе говоре и народне епске пјесме. Хајдуци су се појединачно почели јављати у XV вијеку, а хајдучија се развила средином XVII и одржала се све до краја XIX вијека. Преко ових крајева су пролазили познати кириџијски путеви и кретало се становништво из различитих потреба. Турски путописац Евлија Челебија 1664. године на путу од Сарајева према Зворнику помиње на ханпјесачком простору неколико ханова око којих се касније формирају мања или већа насеља (Хан Пијесак, Хан Поглед, Хан Мачковац, Хан Ханић). Ова насеља била су највећа и најзначајнија. Подручје Хан Пијеска се налазило на раскрсници пута који га је повезивао са Сребреницом и долином Дрине, други крај ове раскрснице водио је ка Власеници и Зворнику, а трећи је водио према Сокоцу, и преко Романије ка Сарајеву. Хан Поглед је имао стратегијски значај у вријеме опште несигурности путника за вријеме владавине Турака, изложених нападима одметника Густом шумом обрасло подручје Планине и Романије било је идеално за склањање хајдука, што је омогућавало да и мале чете буду опасност за пролазнике.
Посебно је остао у народном сјећању Ханпјешчана догађај када је хајдук Голуб Бабић у шуми на Јавору, напао турску пошту. Наиме, један суруџија и један коњоводац су водили коња с товаром новца. Он их је напао и отео новац. Приповиједало се да су се многи обогатили од тога новца. Догађај је запамћен као „разбијена пошта“, а вријеме других догађаја је одређивање као „прије поште“, „послије поште“ или „кад је пошта разбијена“. Тек су аустроугарске власти успјеле да је угуше хајдучију на Хан Пијеску. Последњи харамбаша на Романији био је Јово Тандарић из Хан Пијеска.

### Новије доба
На подручју ове општине су за вријеме Другог свјетског рата погинули народни хероји Југославије Милан Илић Чича, Славиша Вајнер Чича и Драган Павловић Шиља.
У општини поред Хан Пијеска се налази „Вила Карађорђевића“ која је изграђена у вријеме Краљевине Југославије као љетниковац за потребе краљевске породице Карађорђевић. У непосредној близини се налазио и штаб Војске Краљевине Југославије, који је био предвиђен за повлачење краљевске породице и Владе Краљевине Југославије у случају Другог свјетског рата. Након капитулације Краљевине Југославије 1941, штаб је расформиран.
Након Другог свјетског рата Југословенска народна армија је на 4 км од Хан Пијеска у Црној Ријеци изградила подземни војни објекат Велики Жеп, који је требало да буде командно мјесто у случају Трећег свјетског рата.
Током распада Југославије почетком деведесетих година двадесетог вијека, подземни војни објекат Велики Жеп је био сједиште главног штаба Војске Републике Српске.

## Образовање
- Средњошколски центар у Хан Пијеску
- Основна школа „Милан Илић — Чича Шумадијски“
- Народна библиотека Хан Пијесак

## Култура
- Храм Св. Јована Крститеља (Пјеновац)
- Храм Св. Пантелејмона (Хан Пијесак)
- Храм Св. цара Константина и царице Јелене (Џимрије)

## Спорт
- Теквондо клуб „Озон“
- Атлетски клуб „Височник“
- Одбојкашки клуб Хан-Пијесак
- Фудбалски клуб Хан-Пијесак
- Карате клуб Хан-Пијесак

## Познате личности
- Аћим Бабић, вођа устаника у источној Босни 1941. године и четнички војвода.
- Светозар Косорић, народни херој Југославије.
- Слободан Ђурић, српски глумац.
- Бранко Чучак истакнути пјесник, авангарда савремене српске књижевности
- Милорад Голијан, српски теолог
- Милан Радуловић, српски књижевник и писац, професор на Богословском факултету у Фочи и бивши министар вера Републике Србије (2004—2007).
- Зоран Боровина, пуковник Војске Републике Српске.
- Тошо Борковић, српски карикатуриста.
- Мирослав Пушоња, српски интелектуалац, доктор машинства, предавач и консултант за лидере у приватном и јавном сектору.
- Момир Тошић, српски политичар и интелектуалац, посланик првог сазива.
- Миломир Савчић, генерал-мајор Војске Републике Српске.
- Аћим Тодоровић, српски пјесник, романописац и књижевни критичар.
- Саво Сокановић, генерал-потпуковник Војске Републике Српске.
- Радислав Крстић, генерал Војске Републике Српске.